# Shrek (film)
Shrek è un film d'animazione del 2001 diretto da Andrew Adamson e Vicky Jenson. 
Basato sull'omonimo libro del 1990 di William Steig, è il primo capitolo dell'omonima serie cinematografica e il quinto lungometraggio prodotto da DreamWorks Animation. Dopo avere acquistato i diritti del libro nel 1991, Steven Spielberg cercò inizialmente di produrre un adattamento cinematografico in animazione tradizionale, ma John H. Williams lo convinse a trasferire il progetto alla neonata DreamWorks nel 1994. Con l'acquisto dei diritti da parte dello studio, Williams, Jeffrey Katzenberg e Aron Warner iniziarono lo sviluppo di Shrek nel 1995. Chris Farley venne scelto come voce per il protagonista omonimo, ma dopo aver registrato l'80%-90% dei dialoghi, l'attore morì di overdose nel 1997, prima di completare il progetto, quindi la Dreamworks decise di iniziare da capo la lavorazione ingaggiando Mike Myers come nuovo doppiatore. A doppiaggio concluso, Myers chiese di ridoppiare il film per dare al protagonista un accento scozzese. Inizialmente, il film doveva essere sviluppato tramite motion capture e con fondali in live action, ma dopo gli scarsi risultati dei test, lo studio assunse la Pacific Data Images per completare l'animazione finale interamente al computer.
Shrek è stato presentato in anteprima al Festival di Cannes 2001, dove ha gareggiato per la Palma d'Oro, rendendolo il primo film d'animazione dopo Peter Pan della Disney  (1953) ad essere scelto per il premio. Il film è stato distribuito negli Stati Uniti il 18 maggio 2001 e ha incassato 484 milioni di dollari in tutto il mondo contro un budget di produzione di 60 milioni di dollari, diventando il quarto film di maggior incasso del 2001. È stato ampiamente elogiato dalla critica per l'animazione, le interpretazioni vocali, la colonna sonora, la sceneggiatura e l'umorismo, che i critici hanno notato si rivolgevano contemporaneamente ad adulti e bambini. Shrek è stato nominato per la migliore sceneggiatura non originale e ha vinto il primo Oscar in assoluto per il miglior film d'animazione, categoria introdotta nel 2002.
Il New York Times ha inserito il film nella sua lista dei 1000 migliori film di sempre e nel 2020 è stato scelto per la conservazione nel National Film Registry della Biblioteca del Congresso degli Stati Uniti. Nel 2008 l'American Film Institute l'ha ritenuto l'ottavo miglior film d'animazione della storia tramite il suo inserimento nella AFI's 10 Top 10, risultando essere l'unico film animato non-Disney della classifica. 
Il nome Shrek deriva dal termine in lingua tedesca Schreck e dal termine in yiddish שרעק (shreck), che significano paura e terrore.

## Trama
Shrek è un grosso orco verde che vive da solo in una sperduta casetta ai margini di una palude, evitando ogni contatto sociale, in quanto gli esseri umani da sempre considerano gli orchi spaventosi e abominevoli. Nonostante appaia come un misantropo burbero e scorbutico, Shrek in realtà è buono e altruista.
Un giorno, in un luogo poco distante dalla palude, alcune guardie di Lord Farquaad, spietato e perfezionista sovrano della città di Duloc, stanno arrestando e acquistando alcune creature delle favole (considerate da Farquaad inutili e fonte di imperfezione), vendute dai loro proprietari. Un asino parlante di nome Ciuchino, al momento di essere venduto dalla sua padrona, riesce a scappare e inoltrandosi nella foresta incontra Shrek, che mette in fuga le guardie. Ciuchino, finalmente libero, segue l'orco fino alla palude, pregandolo di poter rimanere con lui; dopo numerose richieste Shrek gli consente di rimanere vicino alla sua abitazione, a patto che non entri in casa. Quella notte le creature delle favole si accampano nella palude. Quando Shrek chiede loro cosa ci facciano a casa sua, queste lo informano che Farquaad le ha sfrattate e fatte accampare lì. Shrek decide allora di andare a cercare Lord Farquaad per parlargli direttamente e si dirige verso il suo castello con Ciuchino, poiché è l'unico che si offre a fare da guida.
Intanto a Duloc, Farquaad consulta uno specchio magico e viene a sapere che per diventare re deve sposare una principessa. Lo specchio lo mette davanti a tre alternative: Cenerentola, Biancaneve e la principessa Fiona. Quest'ultima è intrappolata in cima a una torre di un castello, sorvegliato da un drago; esso è situato all'interno di un vulcano e circondato da un mare di lava bollente. Seguendo il consiglio di Thelonius, il suo boia, Farquaad sceglie Fiona; non volendo rischiare la vita per salvarla, tuttavia, organizza un torneo medievale per scegliere l'eroe che dovrà liberare la principessa al suo posto. Shrek irrompe nella fortezza durante il torneo e si scontra con i cavalieri presenti, che su ordine di Farquaad si gettano verso di lui per ucciderlo. Grazie alla sua straordinaria forza, l'orco, aiutato da Ciuchino, atterra tutti coloro che gli si avvicinano. Di fronte a questo, Farquaad dichiara Shrek vincitore del torneo e gli comunica che è stato scelto per andare a salvare Fiona. L'orco accetta di compiere l'impresa, ma a condizione che la sua palude sia sgomberata da tutte le creature delle favole.
Shrek e Ciuchino partono insieme e dopo diversi giorni di cammino raggiungono il castello; giunti all'interno i due si separano e vengono attaccati dal drago, che si rivela essere una femmina e si innamora di Ciuchino. Shrek intanto riesce a trarre in salvo Fiona e, dopo aver incatenato la draghessa con uno stratagemma, porta tutti in salvo. Fiona tuttavia si aspettava un salvataggio più romantico, oltre che un principe bello, e mostra così un'iniziale ostilità nei confronti dei due. Prima che tramonti il Sole, la principessa ordina di accamparsi e si nasconde in una capanna di massi. Durante la chiacchierata notturna tra Shrek e Ciuchino, l'orco confessa di aver sempre evitato tutti quanti perché lo hanno sempre giudicato male, prima ancora di conoscerlo. La principessa ascolta tutto dall'interno della capanna, e viene ingentilita dalla sensibilità e dalla bontà d'animo dell'orco. Il giorno dopo, conoscendosi meglio, Shrek e Fiona scoprono di avere molte cose in comune e, mentre sono in cammino, stringono un rapporto sempre più sincero.
La sera stessa, giunti presso un mulino a vento abbandonato alle porte di Duloc, vi si accampano. Durante la notte, Ciuchino scopre la principessa sotto l'aspetto di un'orchessa. Fiona gli rivela così la triste verità: da piccola venne colpita da una strega con un incantesimo secondo cui ogni notte, al calar del sole, si sarebbe trasformata in un'orchessa. L'unico modo per spezzare l'incantesimo è ricevere il bacio del vero amore, per questo venne rinchiusa nella torre ad aspettare che un uomo la salvasse e che rompesse la maledizione. Fiona è pertanto intenzionata a sposare Lord Farquaad il giorno seguente prima che cali il Sole. Notando il forte legame formatosi tra lei e Shrek, però, Ciuchino le dice indirettamente che potrebbe essere l'orco stesso il suo vero amore. Mentre Fiona si confessa a Ciuchino circa la mostruosità del suo aspetto orchesco, Shrek ascolta una parte della conversazione e crede che Fiona stia parlando di lui. Triste e furente, l'orco va immediatamente a Duloc ad avvisare Lord Farquaad. Fiona, tornata umana con le luci dell'alba, si imbatte in Shrek, che la tratta freddamente a causa del fraintendimento, dopodiché Farquaad arriva sul posto e conduce la principessa a Duloc.
Dopo aver litigato con Ciuchino e averlo respinto in malo modo, Shrek torna nella sua palude liberata dalle creature delle favole e si chiude in sé stesso in preda alla depressione, mentre lui e Fiona pensano tristemente l'uno all'altro. Successivamente incontra Ciuchino, che rivendica metà della palude e poi gli spiega che quando Fiona parlava male non si riferiva a lui. I due si riappacificano e Ciuchino ricorda a Shrek delle imminenti nozze tra Fiona e Lord Farquaad. Grazie alla draghessa, liberatasi dalle catene che la tenevano imprigionata al castello, i due si dirigono in volo a Duloc dove il matrimonio sta per concludersi. Shrek entra in chiesa poco prima del bacio tra gli sposi rivelando finalmente a Fiona i suoi sentimenti, venendo però deriso da Lord Farquaad e dai presenti.
Poco dopo il sole tramonta e la principessa si trasforma in un'orchessa sull'altare: questa visione scatena l'ira di Lord Farquaad, che incorona sé stesso come re e ordina alle sue guardie di catturare i due orchi. Fortunatamente l'intervento della draghessa, che entra in chiesa e divora Farquaad, sventa il peggio. I presenti applaudono alla nuova coppia e Shrek può dunque baciare Fiona che rimane per sempre un'orchessa spezzando l'incantesimo. Alla fine i due orchi si sposano: il matrimonio viene celebrato nella palude insieme a tutte le creature delle favole, mentre Ciuchino si ritrova lietamente fidanzato con la draghessa. Shrek e Fiona poi partono per il viaggio di nozze, vivendo per sempre "orrendi e contenti".

## Produzione

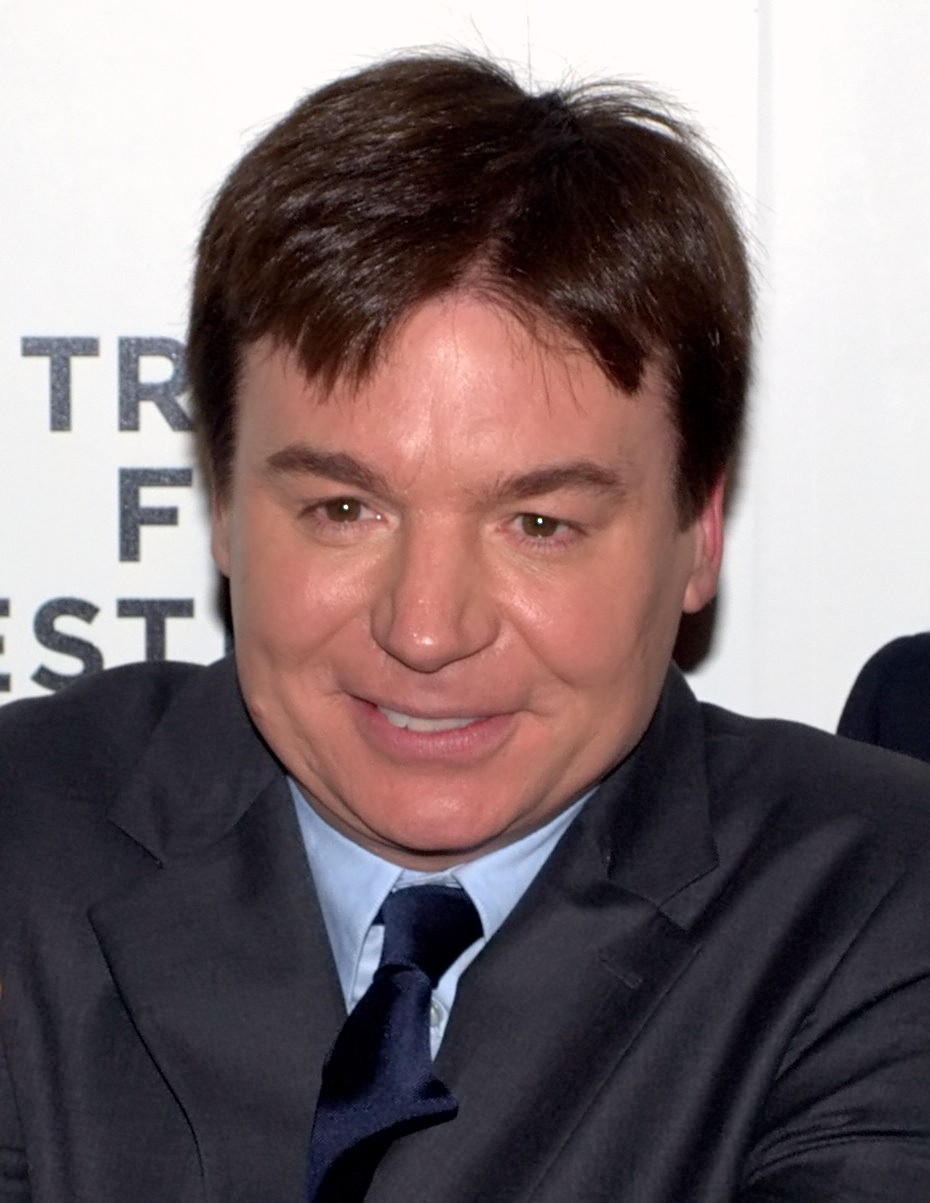
Mike Myers fu assunto per doppiare Shrek come sostituzione di Chris Farley, il quale morì prima di completare il progetto. Myers successivamente ridoppiò il film per dare a Shrek un accento scozzese.

I diritti dei libri originali erano stati acquistati da Steven Spielberg nel 1991, prima della fondazione della DreamWorks, quando ha pensato di fare un film d'animazione basato sul libro. Tuttavia, John H. Williams lo ha convinto a portare il film alla DreamWorks nel 1994, quando lo studio è stato fondato e il film è stato messo rapidamente in sviluppo attivo da Jeffrey Katzenberg dopo che i diritti sono stati acquistati dallo studio nel 1995.
Il film è stato originariamente progettato per essere girato in motion-capture, ma dopo scarsi risultati, lo studio ha deciso di optare per la CGI.
Robin Williams, che aveva lavorato già in precedenza con Jeffrey Katzenberg per Aladdin e aveva avuto dei conflitti con lui e con la Disney per accordi di marketing, in un'intervista ha fatto intendere che aveva rifiutato un ruolo in Shrek perché avrebbe significato lavorare nuovamente con Katzenberg. Williams non ha mai dichiarato quale ruolo abbia rifiutato.
Chris Farley era stato originariamente pensato per la voce di Shrek, dopo il rifiuto di Nicolas Cage e aveva registrato più della metà dei dialoghi del personaggio, ma morì poco prima che il progetto fosse completo. La DreamWorks accarezzò l'idea di contattare un imitatore per concludere il lavoro, ma infine decisero di assumere Mike Myers e ricominciare il lavoro. Alcuni storyboard e rare clip del doppiaggio originale di Farley furono fatte trapelate online nel 2015. Dopo che Myers aveva completato il doppiaggio del personaggio e il film era in avanzato stato di produzione, l'attore chiese di registrare di nuovo tutto con accento scozzese, simile a quello usato da sua madre per raccontargli le favole da bambino. Myers aveva già utilizzato l'accento scozzese per alcuni sketch durante il Saturday Night Live e anche per l'interpretazione dei personaggi di Stuart MacKenzie nel film Mia moglie è una pazza assassina? e di Ciccio Bastardo in Austin Powers - La spia che ci provava e Austin Powers in Goldmember.
Il ruolo di Fiona venne inizialmente affidato a Janeane Garofalo, ma venne licenziata in seguito alla morte di Farley, e venne assunta Cameron Diaz.
Il personaggio di Ciuchino è stato modellato su Pericles, un vero ciuco di Barron Park, Palo Alto, in California. Secondo alcune dicerie, l'aspetto di Shrek sarebbe invece basato su quello del wrestler francese Maurice Tillet (1903-1954), nonostante la DreamWorks non ne abbia mai dato conferma ufficiale.

## Distribuzione
Il film è stato distribuito negli Stati Uniti il 18 maggio 2001 e in Italia il 15 giugno dello stesso anno.

### Versione italiana
L'edizione italiana del film è stata curata dalla United International Pictures, con la direzione del doppiaggio e l'adattamento dei dialoghi curati da Francesco Vairano assistito da Roberta Schiavon. Il doppiaggio italiano, invece, venne eseguito dalla C.V.D. presso la International Recording, che si è occupata anche della sonorizzazione. I test italiani delle canzoni e la direzione artistica sono stati curati da Marco Manusso.

## Colonna sonora
Il 15 maggio 2001 è stata pubblicata la colonna sonora del film, intitolata Shrek: Original Motion Picture Score e pubblicata su etichetta DreamWorks Records.

## Accoglienza

### Incassi
Il film ha guadagnato negli Stati Uniti $ 11,6 milioni nel primo giorno e $ 42,3 milioni nel weekend di apertura, con una media di $ 11.805 da 3.587 sale. Il film ha concluso la sua distribuzione il 6 dicembre 2001, dopo aver incassato $ 267,7 milioni a livello nazionale, insieme a $ 216,7 milioni all'estero, per un totale mondiale di $ 484,4 milioni. Prodotto con un budget di 60 milioni di dollari, il film è stato un enorme successo al botteghino ed è il quarto film con il maggior incasso del 2001.
Shrek è diventato il film d'animazione con il maggior incasso mai uscito in Australia, superando il record stabilito da Il re leone nel 1994. Nel Regno Unito, ha riguadagnato il primo posto al botteghino britannico dopo essere stato battuto il precedente settimana di Lara Croft: Tomb Raider, guadagnando $ 20,3 milioni dalla sua apertura nel Regno Unito.

### Critica
Shrek ha un indice di gradimento dell'88% sulla base di 213 recensioni professionali su Rotten Tomatoes, con una valutazione media di 7,8/10. Il suo consenso critico recita: "Mentre abbraccia e sovverte contemporaneamente le fiabe, l'irriverente Shrek riesce anche a storcere il naso della Disney, fornire un messaggio morale ai bambini e offrire agli spettatori un viaggio divertente e frenetico". Metacritic (che utilizza una media ponderata) ha assegnato a Shrek un punteggio di 84 su 100 basato su 34 critici, indicando "un plauso universale".
Roger Ebert ha elogiato il film, assegnandogli quattro stelle su quattro possibili e descrivendolo come "allegro e malvagio, pieno di battute furbe e tuttavia in qualche modo dotato di un cuore". Eddie Murphy è stato particolarmente elogiato dai recensori per la sua interpretazione di Ciuchino, come citato da Susan Wloszczyna di USA Today e Richard Schickel di Time. Kenneth Turan del Los Angeles Times ha scritto "La favola spiritosa e frammentata Shrek ha una solida base di scrittura intelligente". Lisa Schwarzbaum di Entertainment Weekly ha dato il film una A-, dicendo "Una specie di colpo di Stato a palazzo, un grido di sfida e un raggiungimento della maggiore età per la DreamWorks."
Steven Rosen di The Denver Post ha scritto "La DreamWorks Pictures si dimostra ancora una volta un nome di cui fidarsi per film d'animazione fantasiosi e divertenti che deliziano allo stesso modo bambini e adulti". Susan Stark di The Detroit News ha assegnato al film quattro stelle su quattro, dicendo: "Veloce, dolce, irriverente, slanciato e vivace nella scrittura e nel lavoro vocale quanto splendido nel design". John Anderson di Newsday ha scritto "Il tipo di film che intratterrà tutti, di ogni età e probabilmente per i secoli a venire". Lisa Alspector del Chicago Reader ha scritto "Questa fantasia romantica complica i ruoli della bella e della bestia, rendendo difficile indovinare quale forma assumerà una risoluzione sensibile". Joe Morgenstern del Wall Street Journal ha scritto "Il fascino di Shrek, che è basato sul libro per bambini di William Steig, va ben oltre le battute per adulti".

## Riconoscimenti
- 2002 - Premio Oscar
  - Miglior film d'animazione a Aron Warner
  - Candidatura alla migliore sceneggiatura non originale a Ted Elliott, Terry Rossio, Joe Stillman e Roger S.H. Schulman
- 2002 - Golden Globe
  - Candidatura al miglior film commedia o musicale
- 2002 - Premio BAFTA
  - Migliore sceneggiatura non originale a Ted Elliott, Terry Rossio, Joe Stillman e Roger S.H. Schulman
  - Candidatura come miglior film a Aron Warner, John H. Williams e Jeffrey Katzenberg
  - Candidatura come miglior attore non protagonista a Eddie Murphy
  - Candidatura come miglior sonoro a Andy Nelson, Anna Behlmer, Wylie Stateman e Lon Bender
  - Candidatura come miglior colonna sonora a Harry Gregson-Williams e John Powell
  - Candidatura come migliori effetti speciali a Ken Bielenberg
- 2001 - Premio BAFTA
  - Miglior film (Premio dei Bambini) a Andrew Adamson, Vicky Jenson, Aron Warner e Jeffrey Katzenberg
- 2001 - Festival di Cannes
  - Candidatura come Palma d'Oro a Vicky Jenson e Andrew Adamson
- 2002 - Kansas City Film Critics Circle Award
  - Miglior film d'animazione
- 2002 - MTV Movie Award
  - Candidatura come Miglior film
  - Candidatura come miglior performance comica a Mike Myers
  - Candidatura come miglior performance comica a Eddie Murphy
  - Candidatura come miglior performance di gruppo a Mike Myers, Eddie Murphy e Cameron Diaz
- 2001 - National Board of Review Award
  - Miglior film d'animazione
- 2002 - Saturn Award
  - Candidatura come miglior film fantasy
  - Candidatura al miglior attore non protagonista a Eddie Murphy
  - Candidatura alla migliore sceneggiatura a Ted Elliott, Terry Rossio, Joe Stillman e Roger S.H. Schulman
  - Candidatura come miglior colonna sonora a Harry Gregson-Williams e John Powell
- 2002 - Premio Amanda
  - Candidatura come miglior film straniero a Andrew Adamson e Vicky Jenson
- 2001 - Bogey Awards
  - Bogey Award in Argento
- 2001 - British Comedy Awards
  - Candidatura come miglior film commedia
- 2002 - Grammy Award
  - Candidatura come miglior compilation dalla colonna sonora
- 2002 - Critics' Choice Movie Award
  - Miglior film d'animazione
  - Candidatura come miglior film
- 2001 - Los Angeles Film Critics Association Award
  - Miglior film d'animazione a Vicky Jenson e Andrew Adamson
- 2001 - Phoenix Film Critics Society Awards
  - Miglior film d'animazione
  - Candidatura come miglior film per la famiglia
- 2001 - Satellite Award
  - Candidatura come miglior film d'animazione o a tecnica mista
- 2002 - AFI Award
  - Candidatura come Film dell'anno a Aron Warner, John H. Williams e Jeffrey Katzenberg
- 2002 - ASCAP Award
  - Top Box Office Films a John Powell
- 2002 - Eddie Award
  - Candidatura come miglior montaggio in un film commedia o musicale a Sim Evan-Jones
- 2001 - Annie Award
  - Miglior film d'animazione
  - Miglior regia a Andrew Adamson e Vicky Jenson
  - Miglior recitazione a Eddie Murphy
  - Miglior sceneggiatura a Ted Elliott, Terry Rossio, Joe Stillman e Roger S.H. Schulman
  - Migliori effetti animati a Arnauld Lamorlette
  - Miglior colonna sonora a John Powell e Harry Gregson-Williams
  - Miglior scenografia a Guillaume Aretos
  - Miglior storyboarding a Robert Koo
  - Candidatura come miglior animazione dei personaggi a Paul Chung, Raman Hui e Jason Reisig
  - Candidatura come miglior scenografia a Douglas Rogers
- 2002 - BET Awards
  - Candidatura come miglior attore a Eddie Murphy
- 2002 - BMI Film & TV Award
  - Miglior colonna sonora a Harry Gregson-Williams
- 2002 - Premio Bodil
  - Candidatura come miglior film statunitense a Vicky Jenson e Andrew Adamson
- 2002 - Dallas-Fort Worth Film Critics Association Award
  - Miglior film d'animazione
  - Candidatura come miglior film
- 2001 - Golden Trailer Awards
  - Candidatura come miglior film d'animazione/per la famiglia
- 2002 - Premio Hugo
  - Candidatura come miglior rappresentazione drammatica
- 2001 - Festival internazionale del cinema di Karlovy Vary
  - Premio del Pubblico a Andrew Adamson e Vicky Jenson
- 2002 - Kids' Choice Awards
  - Miglior doppiaggio a Eddie Murphy
  - Candidatura come miglior film
  - Candidatura come miglior doppiaggio a Mike Myers
  - Candidatura come miglior doppiaggio a Cameron Diaz
- 2001 - Las Vegas Film Critics Society Award
  - Miglior film d'animazione
- 2002 - Golden Reel Award
  - Miglior montaggio sonoro (Colonna sonora) a Brian Richards
  - Candidatura come miglior montaggio sonoro in un film d'animazione, domestico o straniero
- 2002 - New York Film Critics Circle Award
  - Candidatura come miglior film d'animazione
- 2002 - People's Choice Awards
  - Miglior film
- 2003 - Science Fiction and Fantasy Writers of America
  - Candidatura come miglior sceneggiatura a Ted Elliott, Terry Rossio, Joe Stillman e Roger S.H. Schulman
- 2002 - Young Artist Awards
  - Miglior film d'animazione per la famiglia
- 2002 - American Screenwriters Association
  - Candidatura come miglior sceneggiatura a Ted Elliott, Terry Rossio, Joe Stillman e Roger S.H. Schulman
- 2002 - Black Reel Awards
  - Candidatura come miglior attore non protagonista a Eddie Murphy
- 2002 - Cinema Audio Society
  - Candidatura come miglior montaggio sonoro a Andy Nelson, Anna Behlmer e Charleen Richards
- 2002 - Florida Film Critics Circle Awards
  - Miglior film d'animazione
- 2001 - Golden Screen
  - Golden Screen
- 2001 - Jupiter Award
  - Miglior film internazionale a Andrew Adamson e Vicky Jenson
- 2002 - Online Film & Television Association
  - Miglior film d'animazione a Aron Warner, John H. Williams e Jeffrey Katzenberg
  - Miglior performance fuoricampo a Eddie Murphy
  - Candidatura come miglior performance fuoricampo a Mike Myers
  - Candidatura come miglior sequenza dei titoli
- 2002 - Online Film Critics Society Awards
  - Miglior film d'animazione
- 2002 - PGA Awards
  - Candidatura come miglior produttore

## Influenza culturale
Shrek e i suoi personaggi sono diventati in breve tempo un grande fenomeno globale. Dopo l'uscita del film, sempre più film d'animazione hanno cominciato a incorporare riferimenti alla cultura di massa e numeri musicali conclusivi; questi elementi si possono trovare ad esempio in Robots e Chicken Little - Amici per le penne. Shrek è stato anche uno dei primi film d'animazione a raccogliere le fiabe più conosciute al mondo per parodiarne personaggi e dinamiche ricorrenti in chiave più matura, un genere che influenzerà altri film (seppur di meno successo) come Cenerentola e gli 007 nani, Donkey Xote e Cappuccetto Rosso e gli insoliti sospetti.

## Sequel
Sono stati girati tre seguiti e due spin-off:
- Shrek 2 (2004)
- Shrek terzo (2007)
- Shrek e vissero felici e contenti (2010)
- Il gatto con gli stivali (spin-off, 2011)
- Il gatto con gli stivali 2 - L'ultimo desiderio (spin-off, 2022)